# Halleriana Bernensis
Die Halleriana Bernensis ist eine farbentragende und nichtschlagende Studentenverbindung an der Universität Bern. Gegründet wurde sie 1883 als Akademisch-Naturwissenschaftlicher Verein und 1890 bzw. 1898 zu Ehren des Berner Gelehrten und Naturforschers Albrecht von Haller in Halleriana umgetauft.

## Allgemeines
Die Halleriana Bernensis steht, unabhängig von der Studienrichtung, für alle Studenten der Universität Bern, der Berner Fachhochschule sowie seit der Abspaltung der Lehrerausbildung von der Universität auch der Pädagogischen Hochschule Bern offen.
Die Verbindung ist seit ihrer Gründung politisch neutral und konfessionslos. Das Schlagen und Pauken von Mensuren wird seit der Couleureröffnung strikt abgelehnt und seit 1914 kennt die Verbindung keinen Trinkzwang mehr. Ihre Mitglieder unterteilen sich in ihrer Aktivzeit in Füxe und Burschen, nach abgeschlossenem Studium treten sie gemäss dem Lebensbundprinzip in den Altherrenverband über.

## Geschichte

### Akademisch-Naturwissenschaftlicher Verein (1883–1890)
Die Halleriana Bernensis nahm ihren Ursprung am 25. Juli 1883 mit der Gründung des Akademisch-Naturwissenschaftlichen Vereins (ANV) an der damals noch im ehemaligen Barfüsserkloster beheimateten Universität Bern. Die mathematischen und naturwissenschaftlichen Interessen standen zu jener Zeit im Mittelpunkt dieser locker organisierten Vereinigung von Hochschulangehörigen. Die meisten von ihnen studierten an der damaligen II. Abteilung der philosophischen Fakultät (entspricht der heutigen philosophisch-naturwissenschaftlichen Fakultät), wobei ein Großteil davon ebenfalls die mit der philosophischen Fakultät verbundene Lehramtsschule absolvierten.
Der ANV war zu Beginn weder als Studentenverbindung gedacht, noch trug er äußere Zeichen. Im Gegenteil: Seine Mitglieder sahen sich als Vertreter der "Wilden" (nicht farbentragenden) Studenten und versuchten ebendiese, wenn auch mit wenig Erfolg, in ihrer Gesamtheit zu organisieren. Nach der Gründung kamen allmählich Bestrebungen auf einen geregelten Vereinsbetrieb aufzubauen. Zu diesem Zweck gab sich der ANV am 15. Februar 1889 nicht nur die ersten Statuten, sondern auch einen Trinkcomment, einen Zirkel sowie ein Band in den Farben blau-silber-rot.

### Hallerania (1890–1898)
Um den Verein auch für Studenten aus nicht naturwissenschaftlichen Richtungen offen zu halten, erfolgte am 21. März 1890 der 1. Namenswechsel. Zu Ehren des Berner Naturforscher und Gelehrten Albrecht von Haller sowie der Verbundenheit mit den Naturwissenschaften wurde der ANV in Hallerania umgetauft. Am 29. November desselben Jahres folgte eine entsprechende Statutenänderung, welche allen Studierenden der Universität den Beitritt in die Hallerania ermöglichte. Damit erfolgte ein wesentlicher Schritt vom Verein in Richtung Studentenverbindung.
Auch unter dem neuen Namen setzte die Hallerania ihre Bestrebungen fort, die Wildenschaft für gemeinschaftliche Aktionen zu mobilisieren und zusammenzuführen. Die Bemühungen konzentrierten sich vor allem auf die Sekundarlehramtskandidaten, zu welchen nach wie vor ein Grossteil der Mitglieder der Hallerania gehörten. 1892, 1894 und 1896/97 ergriff die Hallerania die Initiative für Reformen an der Lehramtsschule, insbesondere dessen Studienplans. Lediglich der Vorstoss von 1896/97 war von Erfolg gekrönt, das revidierte Prüfungsreglement vom 16. Oktober 1897 verwirklichte die hauptsächlichen Forderungen der Verbindung. Aufgrund der mehrheitlich erfolglosen Bestrebungen die Wildenschaft zusammenzufassen, wurde dieses Vorhaben aufgegeben.
Durch persönliche Beziehungen kamen 1895 die Hallerania und die gleichgesinnte Paedagogia Turicensis, die heutige Manessia Turicensis, in Kontakt. Nach gegenseitigen Einladungen und freundlichen Gesprächen konnte bereits im Juni desselben Jahres ein Kartellvertrag zwischen den beiden, dazumals noch schwarzen, Verbindungen konstituiert werden, welcher bis heute anhält.
Gegen Ende des 19. Jahrhunderts sah sich die Hallerania, in ihrer Position als schwarze Verbindung, zunehmend in die Ecke gedrängt. Die Beziehungen und Sympathien zu der Wildenschaft flauten allmählich ab, die Studenten zeigten je länger je weniger die Neigung in eine schwarze Verbindung einzutreten und von den vorhandenen Couleurverbindungen wurde die Hallerania ignoriert. Deshalb wurde während des Sommersemester 1898 entschieden, Couleur zu eröffnen und somit den letzten Schritt in Richtung farbentragende Studentenverbindung zu betreten.

### Halleriana (ab 1898)
An der Eröffnung der Kornhausbrücke, am 18. Juni 1898, stellte sich die Couleurverbindung dann erstmals der Öffentlichkeit mit den neugewählten Farben Grün und Gelb sowie unter dem korrekt latinisierten Namen Halleriana Bernensis vor. Im Folgejahr wurde mit dem Zweck, die Mitglieder auch nach ihrem Studium in einer gemeinschaftlichen Vereinigung zusammenzuhalten, der Altherrenverband der Halleriana gegründet. Mit der Umwandlung in eine Couleurverbindung musste auch Stellung zur Mensur bezogen werden, welche zusammen mit dem Pauken strikte abgelehnt wurde, sodass die Halleriana noch heute als nichtschlagende Verbindung einzuordnen ist.
Als die Gesamtorganisation der Studentenschaft, die Academia Bernensis, im November 1898 nach vierzigjährigem Bestand für aufgelöst erklärt wurde, setzten seitens der Couleurverbindungen Bestrebungen zur Schaffung einer neuen Organisation ein. Auf Einladung der Zähringia Bernensis wurde am 20. Mai 1899 der Corporationen-Convent Bern gegründet. Zusammen mit der Halleriana waren die folgenden Couleurverbindungen an der Gründung beteiligt: Die Zofingia, die Helvetia, die Concordia, Die Burgundia, die Tigurinia, die Zähringia, die Stella sowie der Studententurnverein, die heutige Rhenania.
Während des Ersten Weltkriegs erlebte die Verbindung eine Krisenzeit, der Wehrdienst in den Kriegsjahren ließ die Anzahl, der aktiv am Verbindungsleben teilnehmenden, Mitglieder stark schrumpfen. Um den Zusammenhalt in dieser schwierigen Zeit zu fördern, entschied der Altherrenverband sich in Landesteilverbänden zu organisieren. Noch heute sind diese Verbände eine wichtige Stütze des Verbindungslebens.
Die Rückkehrer aus dem Aktivdienst ins Studium sowie die Landesteilverbände halfen über diese Krisenzeit hinweg, dennoch folgte kurz darauf eine neue Herausforderung. Die Grippeepidemie griff rücksichtslos zu und warf auch Hallerianer ins Grab. Aus dieser Not heraus wurde im Sommer 1919 ein Hülfsfond zugunsten notleidender Hallerianer oder ihrer Angehörigen gegründet.
1934 beschloss die Halleriana den Gedenkstein des Berner Universalgelehrten Albrecht von Haller, welcher halbwegs zwischen Münsingen und Wichtrach steht, vor dem Zerfall zu bewahren und zu restaurieren. 1966/67 wurde dies erneut veranlasst.
Erneut stellte der Wehrdienst während des Zweiten Weltkriegs die Verbindung auf die Probe und auch nach dessen Ende führte der Liberalismus der Nachkriegsjahre zu Konflikten mit dem Couleurstudententum, was sich insbesondere durch fehlenden Nachwuchs bemerkbar machte. Durch das Engagement ihrer Mitglieder konnte die Halleriana die kleineren und grösseren Herausforderungen, welche mit der gesellschaftliche Entwicklung im Verlauf der Zeit einhergingen, überstehen und kann sich heute als moderne Couleurverbindung präsentieren.

## Bekannte Mitglieder
- Ernst Bärtschi (1882–1976), Berner Stadtpräsident 1937–1951 und Nationalrat 1939–1951 des Kanton Bern
- Arnold Bohren (1875–1957), Honorarprofessor für Wahrscheinlichkeitsrechnung und Versicherungslehre an der Universität Bern, Eidgenössischer Kommissar für Neutralitätsverletzungsschäden
- Otto Flückiger († 1942), Ordinarius für Geographie und Direktor des Geographischen Instituts an der Universität Zürich
- Werner Friedli († 1936), Ordinarius für Versicherungswissenschaften an der Universität Bern
- Bruno Messerli (1931–2019), Ordinarius für Geomorphologie und Rektor 1986–1987 der Universität Bern
- Jakob Meyer (1880–1948), Regierungsstatthalter des Bezirks Murten und Nationalrat 1944–1947 des Kanton Freiburg
- Walter Michel († 1969), Schweizer Schachmeister 1926
- Christian Moser († 1935), Ordinarius für Versicherungswissenschaften an der Universität Bern
- Bernhard Müller (1931–2020), Regierungsrat 1974–1990 und Nationalrat 1979–1987 des Kanton Bern
- Hans Roth (1879–1966), Grossrat 1918–24 und Nationalrat 1925–1955 des Kanton Bern
- Arnold Seematter (1890–1954), Regierungsrat 1934–1954 und Nationalrat 1939–1954 des Kanton Bern
- Traugott Waldvogel (1861–1930), Regierungsrat 1906–1930 und Nationalrat 1919–1930 des Kanton Schaffhausen
- Johann Zürcher († 1962), Direktor des bernischen Staatsseminars